# Lago Popetán
El lago Popetán es un cuerpo de agua superficial de pequeña extensión ubicado 8 km al sur de Quemchi en la isla de Chiloé, Región de Los Lagos, Chile.

## Ubicación y descripción
Cubre un área de solo 1,7 km² y el área de su cuenca hidrográfica es 21,3 km². Su profundidad máxima y media alcanza a 17,4 m y 8,1 m respectivamente. Su tiempo de renovación calculado es de 0,2 a 0,5 años aproximadamente. Es un lago distrófico.: 62 

## Historia
Luis Risopatrón lo describe brevemente en su Diccionario Jeográfico de Chile en 1924:: 691 
Popetan (Laguna). Tiene 5,5 km de largo de E a W i 2,5 km de ancho i se encuentra a 120 m de altitud, en la parte E de la isla de Chiloé, desagua al estero Colu por el arroyo del mismo nombre.